# The Three EPs
The Three EPs è la prima raccolta del gruppo scozzese The Beta Band, che raccoglie insieme i tre EP prodotti precedentemente: Champion Versions, The Patty Patty Sound, e Los Amigos Del Beta Bandidos, tutti usciti nel 1997.

## Tracce
1. Dry The Rain – 6:05
2. I Know – 3:59
3. B + A – 6:36
4. Dogs Got A Bone – 5:59
5. Inner Meet Me – 6:20
6. The House Song – 7:15
7. Monolith – 15:49
8. She's The One – 8:21
9. Push It Out – 5:23
10. It's Over – 3:50
11. Dr.Baker – 7:09
12. Needles In My Eyes – 4:32

## Formazione
- Steve Mason - voce e chitarra
- Richard Greentree - basso
- John Maclean - campionatore
- Robin Jones - batteria